# Kristof De Zutter
Kristof De Zutter (* 13. Dezember 1982 in Sint-Laureins) ist ein belgischer Radrennfahrer.
Kristof De Zutter gewann 2003 den Grand Prix Wieler Revue und eine Etappe der Tour de Namur. Außerdem wurde er Dritter im U23-Straßenrennen der belgischen Meisterschaft. Ein Jahr später entschied er eine Etappe bei der Berlin-Rundfahrt für sich. Ab 2005 fuhr De Zutter für das belgische Continental Team Bodysol-Win for Life-Jong Vlaanderen. In seinem zweiten Jahr dort gewann er eine Etappe bei den Tweedaagse van de Gaverstreek, wo er auch Gesamtzweiter wurde. Außerdem wurde er belgischer Meister der Elite ohne Kontrakt. 2007 war De Zutter bei Brüssel-Zepperen und bei einem Teilstück der Normandie-Rundfahrt erfolgreich. 2009 beendete er seine Radsport-Laufbahn.

## Erfolge
2003
- Grand Prix Wieler Revue

2004
- eine Etappe Tour de Berlin

2006
- Belgischer Meister (Elite ohne Kontrakt) – Straßenrennen

2007
- eine Etappe Tour de Normandie

## Teams
- 2005–2006 Bodysol-Win for Life-Jong Vlaanderen
- 2007 Davitamon-Win for Life-Jong Vlaanderen
- 2008 Willems Veranda